# Vladimír Binar
Vladimír Binar (6. října 1941 Velké Meziříčí – 13. ledna 2016 Praha) byl český básník, prozaik, překladatel a literární vědec. Jako literární teoretik věnoval zvláštní pozornost Jakubu Demlovi, byl i editorem jeho sebraných spisů. V závěru života se nečekaně prosadil i jako prozaik.

## Život
Narodil se v rodině berního úředníka, kterého komunistický režim přinutil k dělnické práci. Vladimír Binar maturoval roku 1958 v Opavě, poté nebyl přijat na vysokou školu a živil se jako papírenský a betonářský dělník. Přijat na VŠ byl až roku 1961 a vystudoval pak na Univerzitě Karlově bohemistiku a filozofii. Několik let na Filozofické fakultě UK i učil, doktorát získal v roce 1970 za práci o Jakubu Demlovi. Z fakulty byl propuštěn z politických důvodů roku 1975. Nesměl od té doby vykonávat své povolání ani publikovat, žil tedy dlouho ve svobodném povolání zejména jako překladatel z francouzštiny a slovenštiny, například pro nakladatelství Albatros. Vedle vedl samizdatovou edici Rukopisy VBF. Roku 1989 krátce pracoval jako nakladatelský redaktor v nakladatelství Práce. Po politických změnách roku 1989 se opět vrátil na FF UK. Několikeré pobyty ve Francouzské Polynésii ovlivnily jeho beletristické dílo, které knižně vydal až po roce 2000. V roce 2012 se stal laureátem dvou literárních ocenění: Ceny Česká kniha a Ceny Jaroslava Seiferta. Vynikl též jako editor autorů moderní duchovní literatury.
Žil v Praze se svou manželkou Miroslavou Binarovou (rozenou Klima, původem z Tahiti).

## Dílo

### Poezie
- Výbor z básní Hlava žáru – Rukopisy VBF 1986, Triáda 2009
- Rty na sněhu – Triáda 2014

### Próza
- Román Playback – Rukopisy VBF 1981, Triáda 2001
- Povídkový triptych Číňanova pěna – souborně Triáda 2011; povídka Číňanova pěna vyšla v edici Rukopisy VBF 1981, tiskem Revolver Revue č. 41/1999; povídka Dimanche à Paris v Rukopisech VBF 1986, tiskem RR č. 50/2002
- Emigrantský snář – Triáda 2003
- Čin a slovo – Triáda 2010; soubor prací věnovaných Jakubu Demlovi, které vznikaly v letech 1968-2008, za nějž Vladimír Binar obdržel r. 2011 cenu Magnesia litera za nakladatelský čin